# Nicolas Petan
Nicolas Petan, (né le 22 mars 1995 à Delta dans la province de Colombie-Britannique au Canada) est un joueur professionnel canadien de hockey sur glace. Il évolue au poste de centre.

## Biographie
Il joue ses premières parties comme junior en 2010-2011 avec les Winterhawks de Portland dans la Ligue de hockey de l'Ouest. Lors de la saison 2012-2013, il finit meilleur pointeur de la ligue ex æquo avec son coéquipier Brendan Leipsic en plus d'aider les Winterhawks à remporter le championnat de la ligue, soit le trophée Ed-Chynoweth. Après cette saison, il est repêché au troisième tour, 43e rang au total, par les Jets de Winnipeg lors du repêchage d'entrée dans la LNH 2013.
Il joue deux autres saisons avec les Winterhawks puis commence la saison 2015-2016 dans la LNH avec les Jets, mais joue la majorité de la saison avec le Moose du Manitoba, club-école affilié aux Jets dans la Ligue américaine de hockey. La saison suivante, il parvient à jouer une cinquantaine de matchs avec les Jets.
Le 25 février 2019, il est échangé aux Maple Leafs de Toronto en retour de Pär Lindholm.

## Statistiques

### En club
| Saison     | Équipe                  | Ligue      |     | Saison régulière | Saison régulière | Saison régulière | Saison régulière | Saison régulière |    | Séries éliminatoires | Séries éliminatoires | Séries éliminatoires | Séries éliminatoires | Séries éliminatoires |
| Saison     | Équipe                  | Ligue      | PJ  | B                | A                | Pts              | Pun              | PJ               | B  | A                    | Pts                  | Pun                  |                      |                      |
| 2010-2011  | Winterhawks de Portland | LHOu       | 3   | 0                | 1                | 1                | 0                | 7                | 0  | 0                    | 0                    | 0                    |                      |                      |
| 2011-2012  | Winterhawks de Portland | LHOu       | 61  | 14               | 21               | 35               | 22               | 22               | 0  | 0                    | 0                    | 4                    |                      |                      |
| 2012-2013  | Winterhawks de Portland | LHOu       | 71  | 46               | 74               | 120              | 43               | 21               | 9  | 19                   | 28                   | 16                   |                      |                      |
| 2013-2014  | Winterhawks de Portland | LHOu       | 63  | 35               | 78               | 113              | 69               | 21               | 7  | 21                   | 28                   | 38                   |                      |                      |
| 2014-2015  | Winterhawks de Portland | LHOu       | 54  | 15               | 74               | 89               | 41               | 17               | 10 | 18                   | 28                   | 20                   |                      |                      |
| 2015-2016  | Jets de Winnipeg        | LNH        | 26  | 2                | 4                | 6                | 10               | -                | -  | -                    | -                    | -                    |                      |                      |
| 2015-2016  | Moose du Manitoba       | LAH        | 47  | 9                | 23               | 32               | 26               | -                | -  | -                    | -                    | -                    |                      |                      |
| 2016-2017  | Moose du Manitoba       | LAH        | 9   | 4                | 1                | 5                | 4                | -                | -  | -                    | -                    | -                    |                      |                      |
| 2016-2017  | Jets de Winnipeg        | LNH        | 54  | 1                | 12               | 13               | 12               | -                | -  | -                    | -                    | -                    |                      |                      |
| 2017-2018  | Jets de Winnipeg        | LNH        | 15  | 2                | 0                | 2                | 6                | -                | -  | -                    | -                    | -                    |                      |                      |
| 2017-2018  | Moose du Manitoba       | LAH        | 52  | 15               | 37               | 52               | 24               | 9                | 1  | 3                    | 4                    | 8                    |                      |                      |
| 2018-2019  | Jets de Winnipeg        | LNH        | 13  | 0                | 2                | 2                | 2                | -                | -  | -                    | -                    | -                    |                      |                      |
| 2018-2019  | Maple Leafs de Toronto  | LNH        | 5   | 1                | 0                | 1                | 0                | -                | -  | -                    | -                    | -                    |                      |                      |
| 2019-2020  | Marlies de Toronto      | LAH        | 25  | 10               | 21               | 31               | 10               | -                | -  | -                    | -                    | -                    |                      |                      |
| 2019-2020  | Maple Leafs de Toronto  | LNH        | 16  | 0                | 3                | 3                | 4                | -                | -  | -                    | -                    | -                    |                      |                      |
| 2020-2021  | Maple Leafs de Toronto  | LNH        | 7   | 0                | 1                | 1                | 4                | -                | -  | -                    | -                    | -                    |                      |                      |
| 2020-2021  | Marlies de Toronto      | LAH        | 14  | 7                | 8                | 15               | 6                | -                | -  | -                    | -                    | -                    |                      |                      |
| 2021-2022  | Canucks de Vancouver    | LNH        | 18  | 0                | 2                | 2                | 4                | -                | -  | -                    | -                    | -                    |                      |                      |
| 2021-2022  | Canucks d'Abbotsford    | LAH        | 37  | 12               | 32               | 44               | 20               | 2                | 0  | 1                    | 1                    | 2                    |                      |                      |
| 2022-2023  | Wild du Minnesota       | LNH        | 10  | 1                | 2                | 3                | 2                | -                | -  | -                    | -                    | -                    |                      |                      |
| 2022-2023  | Wild de l'Iowa          | LAH        | 53  | 23               | 39               | 62               | 50               | 2                | 0  | 1                    | 1                    | 0                    |                      |                      |
| 2023-2024  | Wild du Minnesota       | LNH        | 6   | 0                | 2                | 2                | 2                | -                | -  | -                    | -                    | -                    |                      |                      |
| 2023-2024  | Wild de l'Iowa          | LAH        | 44  | 12               | 28               | 40               | 26               | -                | -  | -                    | -                    | -                    |                      |                      |
| 2023-2024  | Wolf Pack de Hartford   | LAH        | 15  | 3                | 5                | 8                | 6                | 10               | 1  | 3                    | 4                    | 6                    |                      |                      |
| 2024-2025  | Ak Bars Kazan           | KHL        | 47  | 11               | 33               | 44               | 34               | 13               | 2  | 4                    | 6                    | 10                   |                      |                      |
| Totaux LNH | Totaux LNH              | Totaux LNH | 170 | 7                | 28               | 35               | 46               | -                | -  | -                    | -                    | -                    |                      |                      |

### En équipe nationale
Il a représenté le Canada en sélection jeune.
| Année | Équipe     | Compétition                 |   | PJ | B | A  | Pts | Pun           |  | Résultat |
| 2014  | Canada U20 | Championnat du monde junior | 7 | 4  | 1 | 5  | 12  | 4e place      |  |          |
| 2015  | Canada U20 | Championnat du monde junior | 7 | 4  | 7 | 11 | 0   | Médaille d'or |  |          |

## Trophées et honneurs personnels

### Ligue de hockey de l'Ouest
- 2012-2013 : 
  - nommé dans la première équipe d'étoiles de l'association Ouest (1)
  - remporte le trophée Bob-Clarke du meilleur pointeur de la LHOu (à égalité avec Brendan Leipsic)
  - meilleur pointeur de la Ligue canadienne de hockey (CHL Top Scorer Award)
  - champion de la Coupe Ed-Chynoweth avec les Winterhawks de Portland
- 2013-2014 : nommé dans la première équipe d'étoiles de l'association Ouest (2)
- 2014-2015 : nommé dans la deuxième équipe d'étoiles de l'association Ouest